# Източен Енеди
Източен Енеди е департамент, разположен в регион Борку-Енеди-Тибести, Чад. Департаментът се поделя на под-префектурите: Бао Билият, Бааи, Каура, Мурди. Негов административен център е град Бааи.